# Remstycke
Remstycke, danska & norska: remstykke, är en byggnadsteknisk term för vågrätt liggande bjälke som tjänar såsom underlag för bjälklag (till exempel i tak eller vindsgolv) eller takstol. 

## Synonymer
- Hammarband, överliggare, tvärbjälke, väggband.